# 294 до н. е.

## Події
- Деметрій I Поліоркет став царем Македонії.[1]
- Антіох I Сотер одружився з власною мачухою Стратонікою, з якою його батько Селевк I Нікатор розлучився, дізнавшись від лікаря, що син закоханий в неї до нестями.
- Римські консули — Луцій Постумій Мегелл (вдруге) і Марк Атілій Регул.[2]
- Римські цензори — Публій Корнелій Арвін та Гай Марцій Рутил Цензорин.[2]